# Cyclotelus pruinosus
Cyclotelus pruinosus är en tvåvingeart som beskrevs av Walker 1850. Cyclotelus pruinosus ingår i släktet Cyclotelus och familjen stilettflugor. Inga underarter finns listade i Catalogue of Life.